# Comté de Randolph (Illinois)
Pour les articles homonymes, voir Comté de Randolph.
Le comté de Randolph (en anglais : Randolph County) est un comté des États-Unis, situé dans l'État de l'Illinois.

## Comtés voisins
| Nord-Ouest : Comté de Monroe      | Nord : Comté de Washington & Comté de Saint Clair | Nord-Est : Comté de Marshall |
| Ouest : Comté de Sainte Genevieve | Comté de Randolph                                 | Est : Comté de Perry         |
| Sud-Ouest : Comté de Perry        |                                                   | Sud-Est : Comté de Jackson   |

## Transports
- Illinois Route 3
- Illinois Route 4
- Illinois Route 13
- Illinois Route 150
- Illinois Route 153
- Illinois Route 154
- Illinois Route 155
- Illinois Route 159

## Villes
- Sparta
- Chester
- Prairie du Rocher
- Red Bud
- Percy
- Evansville
- Steeleville
- Kaskaskia
- Ruma
- Coulterville
- Tilden
- Baldwin